# فرودگاه کیکوروک
فرودگاه کیکوروک (به انگلیسی: Keekorok Airport) یک فرودگاه همگانی، غیرنظامی است که یک باند فرود سنگفرش دارد و طول باند آن ۱۲۸۰ متر است. این فرودگاه در شهر کیکوروک کشور کنیا قرار دارد و در ارتفاع ۱۷۶۸ متری از سطح دریا واقع شده است.